# Scituate (Massachusetts)
Scituate ist eine Kleinstadt im Plymouth County des Bundesstaats Massachusetts in den Vereinigten Staaten.
Das U.S. Census Bureau hat bei der Volkszählung 2020 eine Einwohnerzahl von 19.063 ermittelt.

## Geschichte
Der Name Scituate ist abgeleitet von "satuit", dem Wampanoag-Begriff für kalter Bach, der sich auf einen Bach bezieht, der zum Innenhafen der Stadt fließt. Im Jahr 1710 wanderten einige Bewohner nach Rhode Island aus und gründeten dort Scituate, das sie nach ihrer früheren Heimatstadt benannten.
Die europäische Besiedlung brachte um 1627 eine Gruppe von Menschen aus Plymouth, zu denen sich Einwanderer aus der Grafschaft Kent in England gesellten. Sie wurden zunächst vom General Court of Plymouth regiert, aber am 5. Oktober 1636 wurde die Stadt als eigenständige Einheit gegründet.
Im Jahr 1717 wurde der westliche Teil der ursprünglichen Landzuteilung abgetrennt und als Stadt Hanover gegründet, und 1788 wurde ein Teil der Stadt an Marshfield abgetreten. Im Jahr 1849 wurde ein weiterer westlicher Teil zur Stadt South Scituate, die später in Norwell umbenannt wurde. Seitdem sind die Grenzen im Wesentlichen unverändert geblieben.
Die Fischerei war in der Vergangenheit ein bedeutender Teil der lokalen Wirtschaft, ebenso wie die Seemoos-Industrie. Eine kleine Fischereiflotte ist immer noch in Scituate Harbor stationiert, obwohl die Stadt heute hauptsächlich aus Wohngebieten besteht.
Im Jahr 1810 wurde am nördlichen Rand von Scituate Harbor ein Leuchtturm errichtet. Dieser Leuchtturm ist heute als Old Scituate Light bekannt. Während des Britisch-Amerikanischen Krieg wurde ein britischer Marineangriffstrupp, der am Strand in der Nähe des Leuchtturms gelandet war, von den beiden Töchtern des Leuchtturmwärters abgeschreckt. Die jungen Mädchen, Abigail und Rebecca Bates, marschierten hinter Sanddünen hin und her und spielten dabei lautstark auf einer Pfeife und Trommel. Die britischen Angreifer wurden getäuscht, da sie dachten, dass sich die amerikanische Armee näherte und flohen. Die Mädchen und dieser Vorfall wurden als die "American Army of Two" oder "Lighthouse Army of Two" bekannt. Nachkommen der Familie Bates leben noch heute in Scituate.

## Demografie
Laut einer Schätzung von 2019 leben in Scituate 18.924 Menschen. Die Bevölkerung teilt sich im selben Jahr auf in 96,0 % Weiße, 0,7 % Afroamerikaner, 0,3 % Asiaten und 1,3 % mit zwei oder mehr Ethnizitäten. Hispanics oder Latinos aller Ethnien machten 1,0 % der Bevölkerung aus. Das mittlere Haushaltseinkommen lag bei 128.864 US-Dollar und die Armutsquote bei 3,6 %.

## Söhne und Töchter der Stadt
- William Cushing (1732–1810), Jurist und Richter am Obersten Gerichtshof der Vereinigten Staaten
- Albert Hamilton Gordon (1901–2009), Wirtschaftswissenschaftler und Unternehmer
- Peter Tolan (* 1958), Filmschaffender
- Ryan Whitney (* 1983), Eishockeyspieler
- Conor Garland (* 1996), Eishockeyspieler